# 南方工人

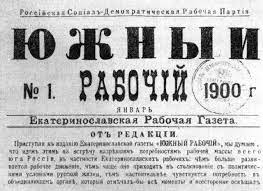
1900年出版的《南方工人》第一期

南方工人（羅馬化：Yuzhny Rabochy）是俄国社会民主工党内的一个团体，1900年秋天，该团体在俄国南方围绕同年创刊的非法报纸《南方工人》成立。该团体的主要成员和报纸的编辑包括伊萨克·拉拉扬茨和奥西普·叶尔曼斯基。1903年，该团体参加俄国社会民主工党第二次代表大会，在会上属于中间派。俄国社会民主工党第二次代表大会决定停止出版《南方工人报》，该团体随之瓦解。